# أبو العلاء المجاشعي
أبو العلاء الخصيب بن المؤمل بن محمد بن سلم التميمي المجاشعي (1066 - 1147 م) (459 - 541 هـ) لغوي وأديب وشاعر عراقي. من أهل بغداد. كان فاضلا «إلا أنه كان يغلو في التشيع» وله معرفة باللغة والأدب واشتغل بالحديث النبوي. أورد له العماد الكتاب بعض أشعاره في الخريدة. توفي في مسقط رأسه. 

## سيرته
هو أبو العلاء الخصيب بن المؤمل بن محمد بن علي بن سلم بن العباس بن الخصيب التميمي المجاشعي. ولد في بغداد سنة 459 هـ/ 1066 م ونشأ بها. كان أبوه بصريا، سمع أحمد بن محمد بن النقور وغيره، وحدث باليسير. وروى عنه الحافظ ابن عساكر وأبو سعد ابن السمعاني «وكان أديبا فاضلا شاعرا...وكان شيعيا غاليا». 

توفي أبو العلاء التميمي في المحرم سنة 541 هـ/ 1147 م في بغداد. وابنه هو أبو عبد الله مُحَمَّد أحد حجاب الديوان العزيز، سَمِعَ أبا القاسم بْن بيان وهبة اللَّه بْن رئيس الرؤساء وبواسط من أبي نعيم بن إبراهيم الجماري. ولد 496 هـ وتوفي في صفر 565 هـ. 

## شعره
ومن شعره:
وله :